# Turó Sesportadores
El Turó Sesportadores és una muntanya de 1.603 metres que es troba entre els municipis de Viladrau, a la comarca d'Osona i de Montseny, a la comarca del Vallès Oriental.